# Clismă

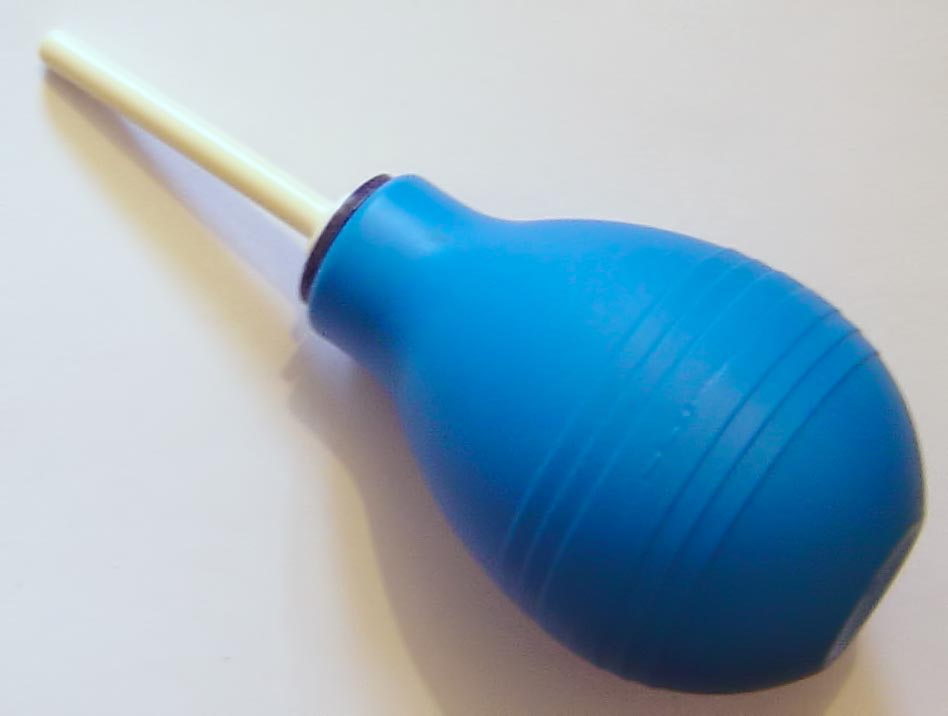
Recipient utilizat pentru o clismă cu volum mic

Clisma (denumită și clistir) reprezintă introducerea unui lichid la nivelul intestinului gros, pe cale rectală, cu scopul eliminării forțate a materiilor fecale prin spălătură intestinală.

## Utilizare
Cel mai frecvent, clismele sunt utilizate pentru a contracara o constipație și pentru curățarea colonului înaintea examinării medicale sau a unor proceduri medicale. Alte utilizări includ: clisma baritată (cu sulfat de bariu) sau radioopacă utilizată în radiologie, pentru controlul diareei, ca formă farmaceutică de administrare a medicamentelor, sau având scop alimentar și hidratant (la pacienții care nu pot utiliza calea orală sau intravenoasă).